# Opus (construcció)
En arquitectura, construcció i arqueologia, opus és un terme llatí (literalment traduït per 'obra') que designa la manera en què es disposen els materials en una maçoneria o aparell, generalment aplicat a elements arquitectònics romans, si bé pot tenir també un ús més ampli.

## Tipologia

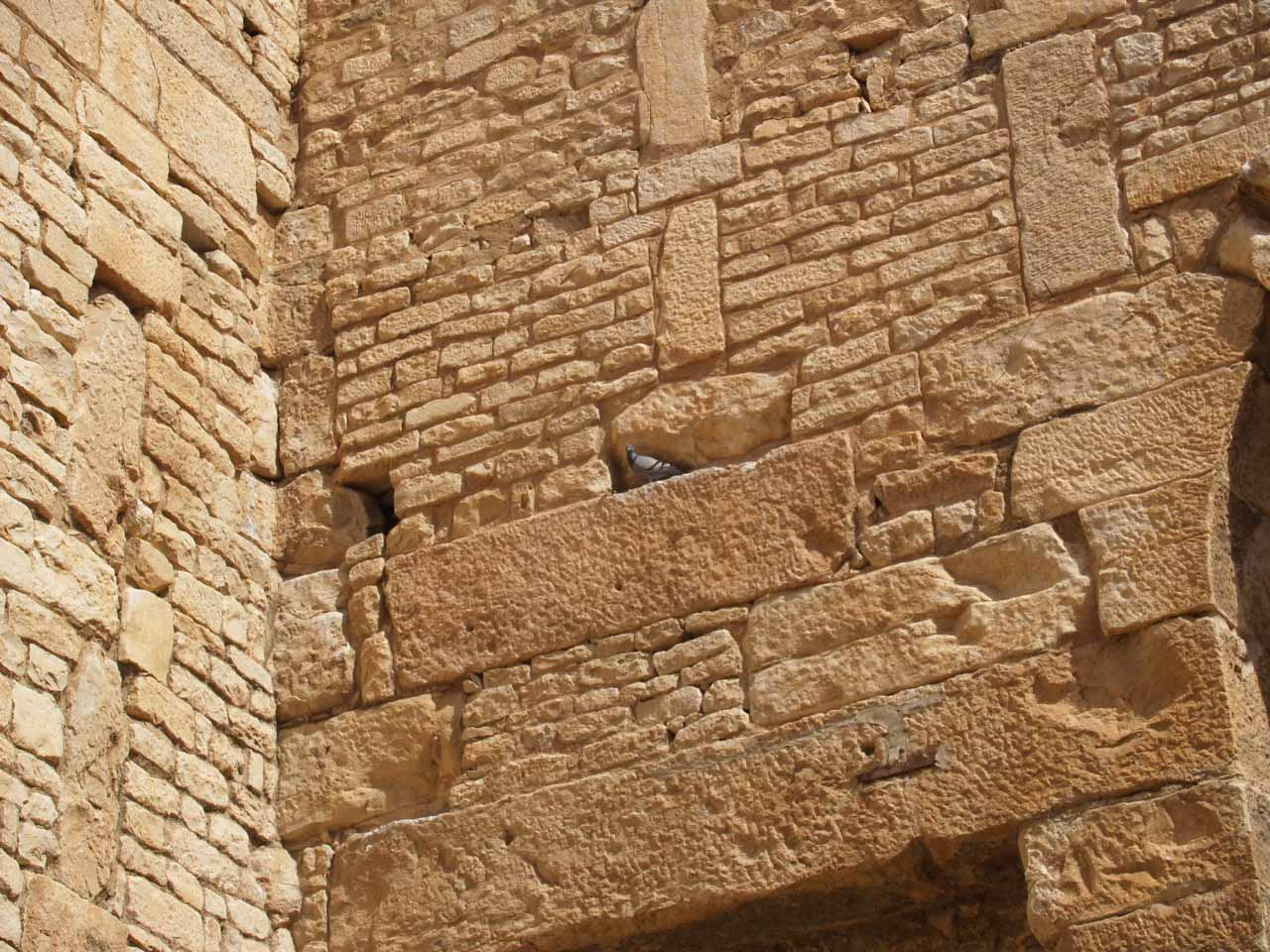
Opus africanum a Dougga

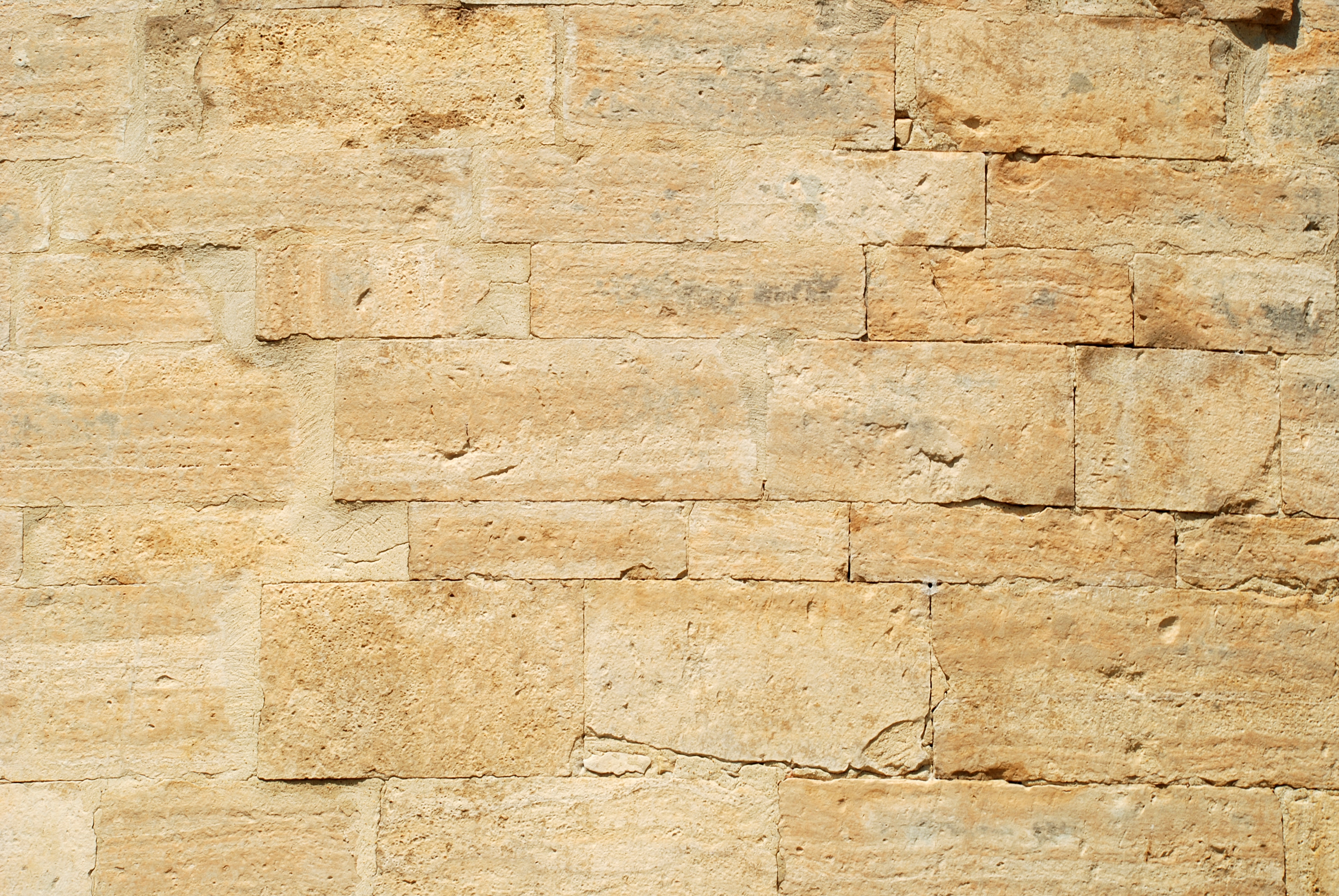
Opus monspelliensis a Sant Miquel de Gusargues

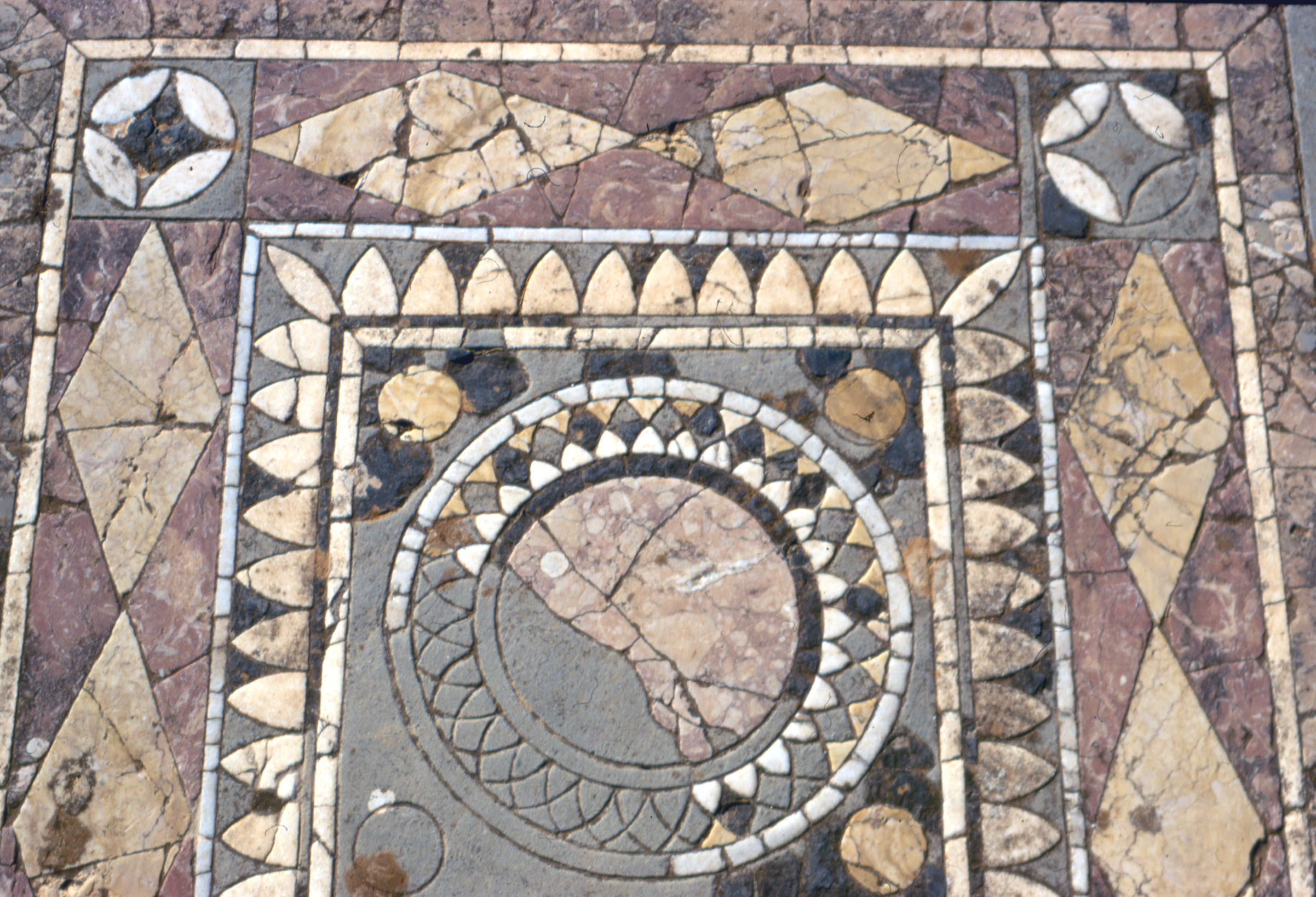
Opus sectile a Cirene

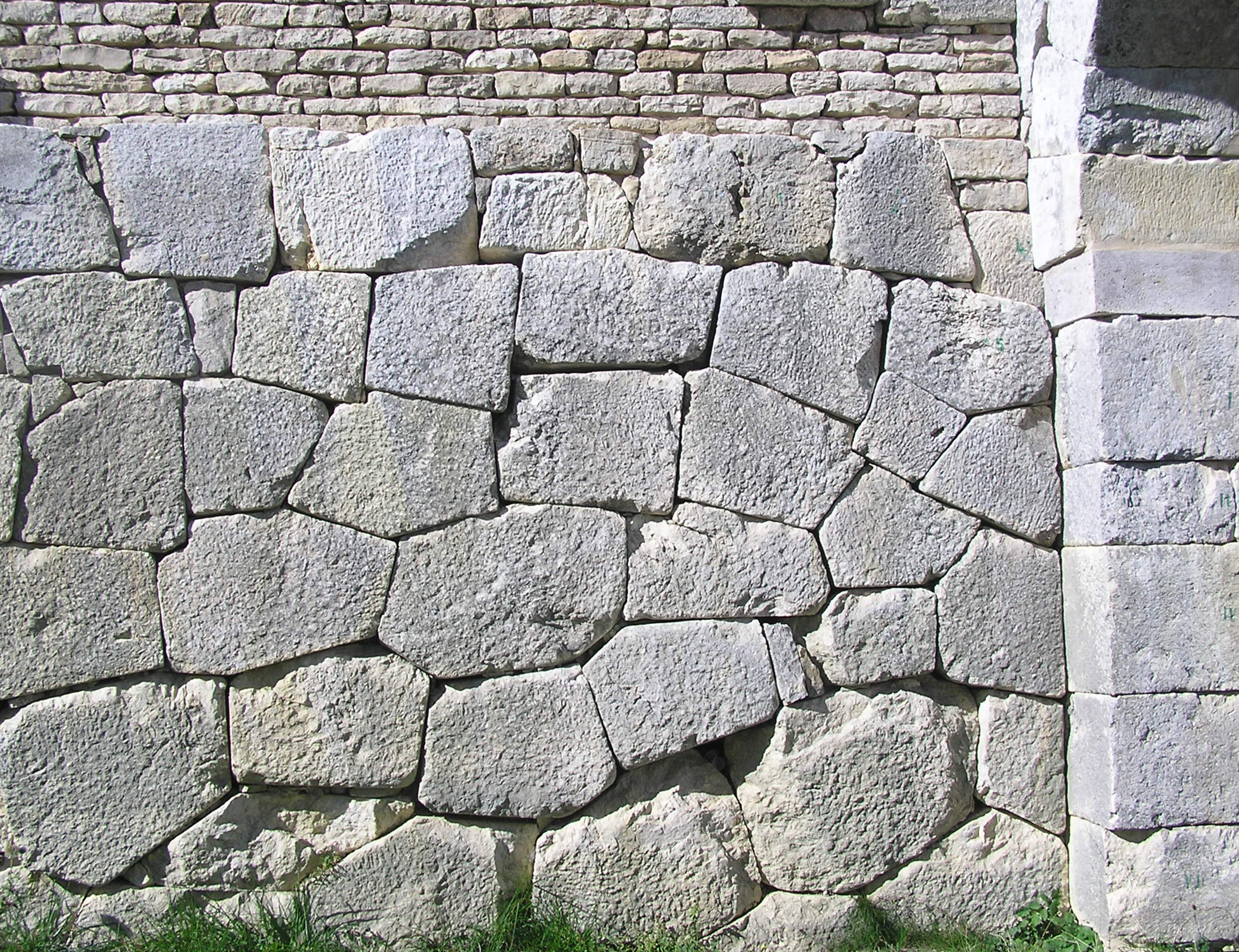
Opus siliceum a Pietrabbondante

- Opus africanum. Tècnica de construcció utilitzada a l'Àfrica del Nord durant l'Antiguitat, de l'època púnica a la romana. Es caracteritza per l'alternança de carreus i maons disposats horitzontalment amb pilars de pedra verticals.
- Opus arcuatum. Estructura vertical de sustentació formada per una successió d'arcs que es disposa en un sol ordre o en diversos ordres superposats.
- Opus caementicium (de caementum, 'pedra sense tallar, runa'). Aparell fet de morter i de pedres de tota mena (runa, per exemple) i que té l'aspecte del formigó.
- Opus compositum. Vegeu opus mixtum.
- Opus craticium (de craticius, 'engraellat, enreixat'). Tècnica de construcció dels murs a l'època romana semblant a l'entramat de fusta.
- Opus incertum. Aparell realitzat amb carreus de dimensió i forma irregulars.
- Opus insertum. Aparell format per filades de carreus que són tots de la mateixa alçada. Vegeu aparell isòdom.
- Opus latericium (de later, 'maó cru'). Aparell romà feta amb maons crus, deixats assecar al sol.
- Opus mixtum, compositum o vagecum. Combina diferents aparells en un mateix mur. S'hi barreja opus reticulatum i opus latericium als angles i costats, i opus vittatum i opus testaceum a la resta de l'estructura.
- Opus monspelliensis. Aparell que es va utilitzar principalment en època romana a la regió de Montpeller. Alterna filades de carreus amples i estrets.
- Opus piscatum. Aparell realitzat disposant maons o pedres planes inclinades a uns 45°, que canvien de sentit en cada capa successiva.
- Opus quadratum. Tècnica romana de construcció mural que utilitza blocs de pedra paral·lelepipèdics (els més grans, de 70 × 40 × 40 cm) en filades de carreus horitzontals.
- Opus reticulatum. Aparell fet de petits carreus romboïdals, d'uns 15 cm de costat, posats fent una mena de xarxa o escacat. La forma precedent, amb peces més irregulars, és coneguda com a opus quasi reticulatum.
- Opus sectile (literalment, 'obra tallada'). Realitzat amb plaquetes de marbre o de pedres de color, de vegades de vidres de color, tallades i ajuntades de manera que constitueixin un dibuix sovint figuratiu, fent una mena de mosaic.
- Opus signinum. Morter romà impermeable fet amb una barreja de calç, aigua, sorra de riu, pols de terrissa i, de vegades, putzolana.
- Opus siliceum, o aparell poligonal. Tècnica constructiva antiga, utilitzada a la Itàlia central entre els segles VI i I aC i també en altres èpoques, caracteritzada per la superposició de grans blocs de pedra, a penes tallats, de vegades de grans dimensions, units sense morter: és el mateix pes de les pedres el que assegura l'estabilitat de l'estructura.
- Opus spicatum (de spica, 'espiga'). Realitzat amb maons o pedres planes posades inclinades i disposades alternativament en forma d'espiga. La juntura entre les capes successives no és horitzontal i rectilínia com en l'opus piscatum, sinó que fa ziga-zaga.
- Opus tessellatum (de tessella, 'cub, dau'). És la forma corrent de mosaic romà.
- Opus testaceum (de testa, 'maó cuit'). Aparell romà fet amb maons cuits al forn. Aquest terme sovint s'utilitza com a sinònim de l'opus latericium, tot i que la diferència entre l'un i l'altre és l'ús de maons crus (lateres) i cuits (testae).
- Opus vagecum (literalment, 'obra barrejada'). Vegeu opus mixtum.
- Opus vermiculatum (de vermiculus, 'cuc'). Tècnica antiga de mosaic que forma línies sinuoses, pròpies del dibuix figuratiu.
- Opus vittatum (literalment, 'obra amb vetes'). Aparell romà antic fet de petits carreus rectangulars, disposats en filades regulars alternes.